# اللغة الدوغرية
اللغة الدوغرية (डोगरी أو ڈوگری) هي إحدى اللغات الهندوآريّة التي يتحدثها خمسة ملايين شخص تقريبًا في الهند وباكستان، بشكل رئيسي في منطقة جامو في جامو وكشمير، وهيماجل برديش، ولكن يتحدثها سكان شمال البنجاب أيضًا، وأجزاء أخرى من جامو وكشمير وغيرها. يُطلق اسم شعب الدوغرا على متحدثي اللغة الدوغرية، وتُسمى المنطقة التي يعيشون فيها دوغار. على الرغم من أنها كانت تُعامل سابقًا على أنها إحدى لهجات البنجاب، فهي تُعتبر الآن عضوًا في مجموعة الباهاري الغربية للغات. اللغة الدوغرية لغة لَحْنية، وهذا أمر غير مألوف بالنسبة إلى لغة هندية أوروبية، فهي ميزة تتشاركها مع لغات باهارية غربية وبنجابية أخرى.
للغة الدوغرية أصناف عديدة، وتتشابه العلاقات المفرداتية لمعظمها بنسبة 80% (في جامو وكشمير).

## التاريخ الحديث
في العصور الحديثة، نشر دار فيديا فيلا في جامو عام 1873 ترجمة بارزة إلى اللغة الدوغرية (في النص التاكري) للرائعة الرياضية الكلاسيكية المكتوبة باللغة السنسكريتية  ليلافاتي، لصاحبها عالم الرياضيات البارز بهاسكارا الثاني (المولود عام 114 ميلادي). نظرًا إلى أن معرفة اللغة السنسكريتية كانت محصورة بعدد قليل من الأشخاص، أمر المهراجا رانبير سينغ الأخير جيوتشي بيشيشوار، الذي كان رئيس جامو باشالا حينئذ، بترجمة كتاب ليلافاتي إلى اللغة الدوغرية.
للغة الدوغرية أثر راسخ في الشعر والروايات والأعمال المسرحية. من بين الشعراء الحديثين في القرن الثامن عشر الشاعر الدوغري كافي داتو (1725- 1780) في مجلس راجا رانجيت ديف، والبروفيسور رام ناث شاستري، والسيدة بادما ساتشديف. يتبوأ كافي داتو منزلة عالية في عالم الشعر بفضل قصيدة بارا ماسا (اثنا عشر شهرًا)، وكامال نيترا (عيون اللوتس)، وبوب بيجوغ، وبير بيلاس. شيرازا دوغري هي دورية أدبية دوغرية أطلقتها أكاديمية جامو وكشمير للفنون. تعود أصول المغنية الباكستانية البارزة مليكة بوخراي إلى منطقة دوغار، وما تزال العديد من أغنياتها الدوغارية تتمتع بشعبية في المنطقة. حظيت بعض الأغاني التعبدية، أو الأناشيد الدينية، التي ألفها كاران سينغ بشعبية متزايدة مع مرور الوقت، ومن بينها أغنية كون كاريان تيري آرتي.
تشكل البرامج الدوغرية جزءًا لا يتجزأ من النشرات على إذاعة كشمير (جزء من إذاعة كل الهند)، ومحطة تلفزيون دوردارشان (المحطة التلفزيونية الهندية) في جامو وكشمير. على أي حال، لا يملك شعب الدوغرا قناة تلفزيونية مخصصة لهم بعد، على عكس متحدثي الكشميرية (إذ لديهم محطة دوردارشان كوشور، وهي متاحة على كل من التلفزيون الكبلي والفضائي في جميع أرجاء الهند).
كان الاعتراف الرسمي باللغة تدريجيًا لكنه يحرز تقدمًا. في 2 أغسطس من عام 1969، أعلن القنصل العام لأكاديمية ساهيتيا في دلهي كون اللغة الدوغرية «لغة أدبية مستقلة حديثة» في الهند، وذلك اعتمادًا على توصية جماعية للجنة من اللغويين. (انديان إكسبرس، نيو دلهي، 3 أغسطس 1969). تُعتبر اللغة الدوغرية إحدى اللغات المُصرّح بها في ولاية جامو وكشمير الهندية. في 22 ديسمبر من عام 2003، اعتُرف باللغة الدوغرية لغةً قوميةً هنديةً في الدستور الهندي، الأمر الذي شكل علامة بارزة في الحالة الرسمية للغة. واصلت اللغة نضالها في باكستان (تحت اسم «الباهارية»)، لكن ما تزال حقيقة تلقيها حماية رسمية أمرًا غير معروفًا حتى اليوم.